# دهنو میلاس
دهنو میلاس، روستایی از توابع بخش مرکزی شهرستان لردگان در استان چهارمحال و بختیاری ایران است.

## جمعیت
این روستا در دهستان میلاس قرار دارد و براساس سرشماری مرکز آمار ایران در سال 1401، جمعیت آن تقریبا 11000 نفر بوده‌است.